# فيصل فوزي
فيصل فوزي أنور، لاعب كرة قدم سعودي و هو ابن اخ اللاعب الدولي المعتزل فؤاد أنور.

## مسيرة اللاعب
لعب في نادي الهلال والشباب ولعب بعدها في نادي الرياض ونادي الوشم ونادي الأنصار.